# House of Ninjas
House of Ninjas (Originaltitel: 忍びの家) ist eine japanische Fernsehserie, die von Kento Kaku, Yoshiaki Murao und Takafumi Imai geschaffen wurde. Die Serie wurde am 15. Februar 2024 weltweit auf Netflix veröffentlicht.

## Handlung
Für die einen sind Ninjas Spezialkräfte aus einer längst vergangenen Zeit, während andere ihre Existenz beziehungsweise ihre Darstellung in der Popkultur in Frage stellen. Aber was wäre, wenn Ninjas, wie wir sie kennen, auch heute noch in Japan im Verborgenen agieren würden? Mit dieser Frage beschäftigt sich die Serie House of Ninjas. Im Mittelpunkt der Handlung steht die Familie Tawara, die den letzten Shinobi-Clan Japans bildet. Nach einem tragischen Vorfall kehrte die Familie ihrem Ninja-Dasein zunächst für viele Jahre den Rücken, doch eine große Bedrohung, die Japan in seine größte Krise zu stürzen droht, zwingt sie dazu, zu ihren Wurzeln zurückzukehren. 

## Besetzung und Synchronisation
Die deutschsprachige Synchronisation entstand nach den Dialogbüchern von Falko Kretschmer sowie unter der Dialogregie von Frank Muth durch die Synchronfirma Iyuno Germany in Berlin.
| Rolle                             | Schauspieler     | Synchronsprecher  |
| --------------------------------- | ---------------- | ----------------- |
| Haru Tawara                       | Kento Kaku       | Nicolas Rathod    |
| Sōichi Tawara                     | Yōsuke Eguchi    | Armin Schlagwein  |
| Yōko Tawara                       | Tae Kimura       | Giuliana Jakobeit |
| Gaku Tawara                       | Kengo Kōra       | Marco Eßer        |
| Nagi Tawara                       | Aju Makita       | Josephine Martz   |
| Nagi Tawara (jung)                | Kurumi Inagaki   | Milena Rybiczka   |
| Taki Tawara                       | Nobuko Miyamoto  | Denise Gorzelanny |
| Riku Tawara                       | Tenta Banka      | Artur Lacdao      |
| Karen Itō                         | Riho Yoshioka    | Johanna Schmoll   |
| Jin Hamashima                     | Tomorowo Taguchi | Peter Flechtner   |
| Masamitsu Ōki                     | Tokio Emoto      | Fabian Hollwitz   |
| Yōsuke Tsujioka                   | Takayuki Yamada  | Sven Gerhardt     |
| Zensuke Omi                       | Pierre Taki      | Tim Moeseritz     |
| Kōsaku Kuze                       | Kyūsaku Shimada  | Johann Fohl       |
| Touko Mukai                       | Mariko Tsutsui   | Anja Mentzendorff |
| Kōhei Kyōtani                     | Taisei Kido      | Paul-Lino Krenz   |
| Ayame Sakurai                     | Bambi Naka       | Marieke Oeffinger |
| Ippei Nozaki                      | Udai Iwasaki     | Michael Baral     |
| Nishio                            | Hiroshi Kuroda   | Harald Effenberg  |
| Chihiro Kimura                    | Akari Kinoshita  | Daniela Molina    |
| Osamu Sawabe                      | Ryu Kohata       | Alex Friedland    |
| Tetsuo Yoneda                     | Moro Morooka     | Andreas Müller    |
| Mayuko Mori                       | Aoba Kawai       | Wicki Kalaitzi    |
| Arata Matsuura                    | Hiroki Konno     | Vincent Fallow    |
| Mitsuki                           | Ameri Isomura    | Elise Lindner     |
| Mutter von Mitsuki                | Ryoko Osada      | Anna Luise Borner |
| Kotarō Fuuma XVIII                | Shōken Kunimoto  | Andreas Conrad    |
| Pumpkin Head                      | Gorō Yoshida     | Christopher Groß  |
| ehemaliger Vorgesetzter von Karen | Mutsuo Yoshioka  | Arne Stephan      |
| Chefredakteur                     |                  | Steven Abel       |
| Nachrichtensprecherin             |                  | Liza Simmerlein   |

## Episodenliste
| Nr. (ges.)                                                                   | Nr. (St.) | Deutscher Titel      | Originaltitel             |
| ---------------------------------------------------------------------------- | --------- | -------------------- | ------------------------- |
| 1                                                                            | 1         | Das Angebot          | The Offer - 指令 -        |
| 2                                                                            | 2         | Die Spur             | The Trail - 痕跡 -        |
| 3                                                                            | 3         | Die Blume            | The Flower - 幻花 -       |
| 4                                                                            | 4         | Die Auferstehung     | The Resurrection - 復活 - |
| 5                                                                            | 5         | Das Geständnis       | The Confession - 告白 -   |
| 6                                                                            | 6         | Der Fremde           | The Stranger - 異人 -     |
| 7                                                                            | 7         | Der Handel           | The Trade - 取引 -        |
| 8                                                                            | 8         | Die Sonnenfinsternis | The Eclipse - 日蝕 -      |
| Am 15. Februar 2024 wurden alle Folgen der Serie bei Netflix veröffentlicht. |           |                      |                           |